# Беляево (бывшая деревня)
Беляево (Дальнее Беляево) — бывшая деревня, вошедшая в состав Москвы в 1960 году. Находилась в верховьях малой реки Водянки, сейчас заключённой в коллектор. Через центральную часть бывшей деревни проходит улица Архитектора Белопольского. С юга деревня ограничивалась современной улицей Миклухо-Маклая, с запада — улицей Волгина, с севера — улицей Бутлерова, с востока — Профсоюзной улицей.
Название происходит от русского имени «Беляй». Современное название приобретает с середины XIX века для отличия от деревни Беляево Царицынской волости, которая стала называться Беляево Ближнее.

## История
Построена в месте расселения вятичей.
В XVI—XVII веках деревня Беляево и сопредельные сёла (Тропарёво, Никулино, Воронцово и Никольское) находилась в Ратуевом стане Зарецкой половины Московского уезда.

В середине XVII века — владение Дарьи Николаевной Салтыковой. Также им владел отец поэта Тютчева — Иван Николаевич. В 1756 году Беляево — деревня ведомства Московской казённой палаты крестьян, когда как соседнее Деревлёво — к Коломенской волости Московского уезда.
С 1861 года удельная деревня Дальнее Беляево — в Коломенской, а с 1868 года в Зюзинской волости 5-го стана Московского уезда Московской губернии, по правую сторону Старо-Калужского тракта (из Москвы в Подольский уезд) при колодцах, 38 дворов, 268 жителей.
В 1954 году малое коллективное хозяйство Дальнее Беляево (имени Сталина) вошло в состав колхоза Сталинский путь.